# Трст
Трст (итал. Trieste, словен. Trst, мађ. Trieszt и  ) је град и лука у Италији на обали Јадрана са 204.338 становника, близу границе са Словенијом. Град је средиште истоименог округа Трст и покрајине Фриули-Венеција Ђулија. По архимандриту Николи Дучићу (1868) име града је настало по словенској речи "Трстика" тј. трска, које има у изобиљу тамо, на морској обали.
Трст је данас једини град у Италији на источној обали Јадрана, веома близу Словеније и Хрватске. Град је нека врста италијанске испоставе за Југоисточну Европу. У Трсту и данас постоји значајна словеначка национална мањина, а у граду постоје живи трагови осталих јужнословенских народа (Срби, Хрвати).
Трст је и једна од најважнијих лука на северној обали Средоземља. Некад је био царска лука Хабзбурговаца, а данас је најважнија поморска лука за унутаркопнену Аустрију.

## Географија
Трст се налази у крајње североисточном делу Италије, на самој граници са Словенијом, која град окружује са југа и истока. На западу је Јадран, а на северу уска веза са остатком Италије. Од престонице Рима град је удаљен 670 km, а од првог већег града, словеначке Љубљане свега 95 km.

### Рељеф
Трст се развио у крајње северном делу Јадранског мора. Град је смештен на месту где се последња брда Динарских планина спуштају ка Падској низији на западу. Пад приобалних брда ка мору је веома нагао, па је већи део града веома брдовит. Једино је градско језгро смештено у омањој приобалној равници. У околини града има много предела са израженим крашким облицима рељефа.

### Клима
Клима у Трсту је измењено средоземна клима са значајним утицајем са континенталног Севера. Стога су зиме оштрије, а лета блажа него у другим деловима Италије. Овај судар клима очитава се и у веома јаким ветровима (бура).
| Клима (Трст)               | Клима (Трст) | Клима (Трст) | Клима (Трст) | Клима (Трст) | Клима (Трст) | Клима (Трст) | Клима (Трст) | Клима (Трст) | Клима (Трст) | Клима (Трст) | Клима (Трст) | Клима (Трст) | Клима (Трст)  |
| Показатељ \ Месец          | .Јан.        | .Феб.        | .Мар.        | .Апр.        | .Мај.        | .Јун.        | .Јул.        | .Авг.        | .Сеп.        | .Окт.        | .Нов.        | .Дец.        | .Год.         |
| -------------------------- | ------------ | ------------ | ------------ | ------------ | ------------ | ------------ | ------------ | ------------ | ------------ | ------------ | ------------ | ------------ | ------------- |
| Средњи максимум, °C (°F)   | 7 (45)       | 9 (48)       | 12 (54)      | 17 (63)      | 22 (72)      | 25 (77)      | 28 (82)      | 27 (81)      | 24 (75)      | 18 (64)      | 12 (54)      | 8 (46)       | 28 (82)       |
| Средњи минимум, °C (°F)    | 3 (37)       | 4 (39)       | 6 (43)       | 10 (50)      | 14 (57)      | 18 (64)      | 20 (68)      | 20 (68)      | 17 (63)      | 13 (55)      | 8 (46)       | 4 (39)       | 3 (37)        |
| Количина падавина, mm (in) | 71 (28)      | 62 (24,4)    | 77 (30,3)    | 87 (34,3)    | 81 (31,9)    | 102 (40,2)   | 71 (28)      | 101 (39,8)   | 102 (40,2)   | 87 (34,3)    | 114 (44,9)   | 92 (36,2)    | 1,047 (412,5) |
| [ тражи се извор ]         |              |              |              |              |              |              |              |              |              |              |              |              |               |

### Воде
Јадранско море у овом делу је најхладније и нема плаву боју као у јужним деловима. Копнених водотока нема због крашког рељефа.

## Историја
Простор данашњег Трста насељен је још у доба праисторије. 3000. п. н. е. овде се населило племе Карни. 177. п. н. е. простор освајају Римљани и тада се први пут спомиње данашње име града у облику Tergeste. Касније град припада Византији, затим Франачкој држави, па затим њеним наследницима.
Године 1382. Трст је припао Хабзбурговцима. У првих пар векова њихове дуготрајне владавине град је очувао велики степен аутономије. Међутим, од 18. века и развоја трговине Трст постаје све значајнији као најважнија лука царског града Беча и постепено губи аутономију. Истовремено започиње изградња веће градске луке и упоредо са тим изградња савременог града. Тада је град добио и космополитски карактер, и то, досељавањем људи из свих делова Хабзбуршке монархије. Међу њима и досељени Срби, највише из Херцеговине и Бока которске. Иако малобројна, српска заједница је била утицајна у Трсту, са низом богатих појединаца и породица чије су палате и задужбине и данас широм Трста.
Од 19. века до данас Трст је често мењао господара. Прво је од 1807–15. године био у саставу Наполеонових Илирских провинција, да би потом био враћен Хабзбуршкој монархији. У другој половини века десио се највећи процват града, када се изграђује огромна градска лука и велики број градских црква, здања и палата. Тада се долази и железница.
Трст је до краја Првог светског рата имао велику италијанску, словеначку, хрватску, фурланску, али и немачку и још неке друге народне заједнице. Долазак шовинистичких режима на власт у Италији је довео је до великог исељавања неиталијанског становништва или његовог присилног асимилирања. Једино су бројнији Словенци успели до данас задржати своју националну свест.
На крају Другог светског рата град су ослободили југословенски партизани, а потом је избила је криза око припадности Трста и околине. Односи Југославије и Италије су се били закували до нивоа да је претило избијање рата. Треба узети у обзир чињеницу да савезницима није било у интересу да Југославији припадне један тако економски и психолошки важан град као Трст. Међу западним савезницима је био јак став да се граница са Италијом врати на прератно стање. Тако је створено привремено решење у виду Слободне територије Трста. Изостанак снажније совјетске подршке ДФ Југославији пожурио је такав исход. Међутим, касније је она подељена и Трст је са ужом околином припао Италији.
Као наглашено погранични град без зависног подручја Трст је у другој половини 20. века каскао за развојем остатка државе и губио становништво. Овај процес, иако ублажен последњих деценија, није ни данас окончан.

## Срби у Трсту
У Трсту је живела једна импресивна "колонија" поноситих Срба трговаца, официра, племића и грађанина који су одиграли своју улогу током српске историје. Од 18. века среће се у том граду српска општина, коју чине досељеници из Боке и Босне и Херцеговине. Ови се ту настањују од 1740. године и баве трговином. Стицали су вредни Срби куће и имања, развијали трговину и поседовали бродове, радили на увозу и извозу робе. Да се оформи тршћанско српско друштво заслужан је карловачки владика Данило Јакшић. Он је током посете Трсту сазнао за имена неких богатијих Срба у Сарајеву, Херцеговини и Дубровнику, које је затим наговорио да се населе у просперитетни град Трст. Тако су у Трст дошли Дамјан Ризнић и Лазо Љубибратић са породицама и иметком.
Православни Срби и Грци тршћански трговци су заједнички молили царицу Марију Терезију, за дозволу да подигну православну цркву. То није ишло лако, наметана им је унија, па је прошло више година у очекивању владаркине добре воље. Дочекали су грађевинско право, и подигли на најлепшем месту у граду, православну цркву Св. Спиридона, коју су освештали 1748. године. Србима је било више стало до цркве, па су више финансијски учествовали у градњи. Договор су онда склопили Срби и Грци да се у цркви изврши распоред: у једној певници да се поји по грчки, а у другој по "словенски" тј. српски. То би било једне недеље и одређених празника на једном, а друге недеље и одређених празника на другом језику. Грке је опслуживао парох архимандрит Дамаскин Омеро а Србе неки јеромонах. Помагали су им четворица тутора, два Србина и два Грка. Све је било у почетку у реду, а онда грчки парох је почео да хушка Грке против Срба. Срби су се временом обогатили, ојачали и стекли одређене позиције у граду Трсту. Грка је било много више од Срба, и са временом је неминовно дошло до неспоразума око црквеног редоследа. Грци су хтели да истисну српски језик из цркве, али тврдокорни Срби се нису дали, па је било пуно свађе без разрешења, међу браћом православцима. Када је српски калуђер отишао послом у Беч, Грци су затражили од градске управе да више не прима српске свештенике у град. Сукоб је био све жешћи и трајао годинама (преко 30!), а и једни и други су се стално жалили и тужили у Бечу. Прву победу су Срби издејствовали 1757. године, када је уз помоћ митрополита Ненадовића, царица донела резолуцију. По том документу и Срби и Грци у Трсту су потпали под јурисдикцију карловачког епископа Данила Јакшића. Владика Јакшић је одмах послао у Трст јеромонаха Мелентија, са Свете Горе из манастира Св. Ане. Грци су се помирили са тим да је он од српске стране ту у својству капелана, и остао је да служи. Ускоро је грчки поп Дамаскин поновио превару; послао је 1760. године калуђера ван града, у капелу Св. Ђорђа у Бечу. Године 1762. дошао је поново владика у Трст и хтео да постави другог монаха, али Грци га нису хтели примити. Опет су ишли Срби код царице Терезије са жалбама. Тада је састављен и списак Срба трговаца у Трсту, да би се доказао значај Срба за град Трст и саму аустријску царевину. Те 1762. године у Трсту су живели следећи богати Срби, трговци: племић Јово Војновић, Лазо Љубибратић, Дамјан Ризнић, Јово Куртовић, Перо Андријев са братом - из Леванта, Вилин Љубибратић, Јово Мировић, Марко Његуш. Ту су још поменути Срби трговци "са стране", њих 18 који неколико пута годишње долазе у Трст, да би трговали. Срби су трпели без свештеника више година јер је и тршћанска градска власт држала страну Грцима. Најзад је стигла 1769. године резолуција, којом су Срби у Трсту опет имали право на свог свештеника, али се владика морао договарати о тој особи са градском влашћу у Трсту, тзв. Интеденцом.
Србе су предводили у то време "прваци" Јово Куртовић трговац Херцеговац (из Требињске шуме у Херцеговини), и "граф" Јово Војновић српски племић (потомак властеле из доба цара Душана) из Херцег Новог. Њих двојица су новцем и везама испословали да цар Фрања II дефинитивно реши то питање: Србима остаје црква Св. Спиридона, а Грци добијају одштету у новцу. То је за Србе било врло повољно и они су брзо Грке исплатили у целости. Јово Војновић је дао 1000 ф, а Јово Куртовић 500 ф. Максим Куртовић је значајан јер је први потписао на облигацији за своту, која је од ерара (државе) позајмљена. Поред ове тројице, нарочито се сада истакао трећи Јово, овај Милетић Херцеговац, а родом из Сарајева. Он је поред све помоћи и прилога за исплату, дао и 70.000 ф. да се у истој цркви код западних врата, два истоветна звоника изграде. Грци су у међувремену добили право на градњу па су такође на лепом месту, на обали мора подигли свој храм посвећен Св. Николи. Два братска народа су се 1782. године дефинитивно раздвојила. У Трсту је владала изрека у вези са српском имовинском победом: "Цркву Св. Шпиридона доби од Грка, Војновића господство, а Куртовића богатство".
Српска православна општина се конституисала 1748. године, али се за потврђење дуго чекало. Општина је свој "Устав" саставила и поднела цару Фрањи II 1772. године. Потврда је стигла најзад 1. септембра 1793. године, а што значи 21 годину након поделе са Грцима. Парох и претплатник чувене Рајићеве српске историје био је 1794. године поп Пахомије Петровић. Текст "устава" српске општине је добијао сваки њен члан, а публикован је довољном тиражу, у Будиму на "писмени славено-србскија" 1798. године. Испод грба тршћанских Срба, који је чинио - орао, отиснут у тексту правила, стојала је "српска девиза" на латинском: "Sub umbra alarum tuarum" што би у преводу гласило: "Под сенком твојих крила". Текст је имао 77 чланова којима су била дефинисана права и дужности. На челу општине је било тело "Капитул", који су чинили: 18 изабраних чланова и управитељ, два прокуратора, два синдика, и канцелист. Избор је био слободан, у општини, у присуству владиног комесара. Мандат чланова је био три године и могао се више пута поновити, а бирани су искључиво стални становници града, Срби православци, који су уз то поштеног карактера и извесног богатства. Године 1828. били су српски свештеници у Трсту: поп Исак Иванчевић капелан и намесник и поп Гаврил Мајсторовић капелан.
Још од 1835. године Срби тршћански су размишљали како да постојећу цркву или прераде или нову већу начине. Решило се да нова величанствена црква, замени стару. Срушена је стара и постављени темељи нове, који су освештани 2. марта 1861. године. Нова црква је саграђена и сасвим уређена, опремљена и живописана 1869. године. Код градње новог храма највише се истакла својим знатним прилогом племкиња гђа Накиница. Та дама родом из породице Вучетић, је дала за цркву својих 50.000 ф. Српска општина је у новинама расписала стечај тражећи најбољег архитекту за храм. Општинска комисија је изабрала "гласовитог" миланског архитекту, Италијана Карла Мачијакина, за градитеља. Градња је отпочела 2. маја 1861. године, код канала близу "Црвеног моста" (Понте росо). Црква која је била поређена са манастирском у Дечанима, пројектована је у византијском стилу и облику крста, са пет кубета. Црква је од камена, висока до свода 40 m, дуга 38 m и широка 31 m, а може да прими 1400 душа. Покривена је оловом, а јабуке са крстовима су позлаћени. Цркву је живописао цењени сликар из Милана, Јосип Бертини. Цена целокупних радова у цркви је око 500.000 ф. По уставу општинском, пароси су морали бити јеромонаси из неког нашег манастира. То су и били 1868. године - пароси тршћански Саватије Кнежевић и Вићентије Ковачевић јеромонаси из српског православног манастира Крке. На литургији у тршћанској цркви спомиње се не владика, већ Патријарх српски. То је зато што и општина и црква имају аутономију, па не припадају ни једној епархији. То на неки начин подсећа на посебни правни положај старог Дубровника, кад је био република.
У Трсту су постојале још две српске православне цркве - капеле. Храм Св. Димитрија на старом градском гробљу, и храм Св. Ђорђа на новом градском гробљу, али ван града. Капелан српске цркве у Трсту 1831. године је био Стефан витез од Будисављевић. Тршћански учитељ Симеон Димитријевић набавио је 1834. године (то и 1846) једну педагошку књигу, штампану у Пешти. Пренумерант српске историјске књиге је био 1846. године и поп Данил Буић "свештенослужитељ".
Почетком 19. века помиње се учени и даровити Јоаким Вујић као учитељ француског и италијанског језика у Трсту. Ту је црпећи културну напредност и "широку руку" тршћанске српске елите, неколико књига објавио попут позоришне - "јавне" игре, из 1805. године, коју је иначе превео са енглеског језика. Српски учитељ и пренумерант 1829. године био је Јефто Поповић у Трсту.
Тршћанска српска општина је подигла и основну школу, коју је умела добро да води и уређује. Школа је четвороразредна, спада у ред најстаријих српских школа, а тада је учитељ био Јован Димовић (1868). У велику светлу и лепу учионицу може да дође дете било које нације и вере, и бесплатно је, с тим да се настава изводи на српском језику. Два претплатника српске књиге 1832. године су умни Тршћани, Симеон Димитријевић учитељ и Димитрије Владисављевић професор. Као купац српске књиге 1831. године је Димитрије Владисављевић учитељ школе у Трсту и "списатељ". Он се у том својству јавља и 1846. године.
Тршћани Срби су одувек били мецене, здушно помагали српску књижевност и издаваштво. Крајем 18. века помогли су књижевника и просветитеља Доситеја Обрадовића, који их је походио. Нису изневерили ни Вука Ст. Караџића, којег су увек подржали у његовим научним, реформаторским и књижевним настојањима. Помагали су они и српске устанике под Карађорђем и црногорску војску пред Омер-паша Латасом 1852. Одазивали су се увек и радо, када су помоћ тражиле многе српске цркве и друштвене установе. Тршћани Срби родољуби су оставили пуно о себи лепог трага на корицама књига, које су издашно помогли. Треба само завирити у Стојковићеве и Ракићеве књиге, и видети их на меценарском делу. Стојковићеву књигу, други део "Физике" из 1802. године узело је педесет најотменијих грађана тог "српског места". Поред пароха Вићентија Ракића и капелана Саве Поповића, своје почасно место су нашли велико-купци, купци, поморски капетани, грађани и наравно омладина. Велико-купци Јован Куртовић и Теодор Мекта платили су сваки чак по 12 егземплара. Претплату за бечке "Новине сербске" скупљали су 1815. године у Трсту, Драго Теодоровић и Радонић.
Трст и српску цркву су походили многи знатни људи Европе и Срби, попут руског цара Николе, па његов син Константин са супругом, затим кнез Милош и кнез Михајло Обреновић из Србије. Из Црне Горе су се ту бавили владари Петар II и кнез Данило Петровић. У Његош је писао писма (1859) "старом пријатељу" - Димитрију Владисављевићу учитељу из Трста. Кнез Данило се и оженио из Трста, Даринком Квекић, од српске племените фамилије трговаца Квекића. Тршћански трговац Крсто Манџука је једној својој лађи великом бричу, дао име Вука Караџића. Његошево дело Шћепан Мали је штампано у Трсту у штампарији Андрије Стојковића и то новим Вуковим правописом. У Трсту је Краљевина Србија 1898. године имала као јединог дипломату, Хајима Давича генералног конзула III класе.

### Тршћански значајни Срби
Тршћани су способни али и пожртвовани пријатељи "лепе речи", и својим су родољубљем једно време предњачили у Српству. Још 1794. године окупили су се тамошњи Срби око Рајићеве славне историјске књиге. Записали су се за претплату следећи грађани: Стефан Ризнић, Никола Марковић, Георгије Теодоровић, Јован Рајковић и Јован Цетковић. Учени Србин доктор филозофије Атанасије Стојковић написао је књигу стихова 1800. године, које је посветио свом пријатељу и доброчинитељу, тршћанском купцу Јовану Паликући. Јован млади племић је требало да се жени, и та књижица је била нешто попут "свадбеног дара". И друга Стојковићева књига је интересантна за Србе тршћанску господу. Јављају се као пренумеранти: Стефан Ризнић, Петар Паликућа, Теодор Мекша, Јован и Стефан Тирковић, три Теодоровића - Георгије, Петар и Драгутин, и на крају већ годину дана раније помињани, племић Јован Паликућа от Фурлуга, са својом младом супругом Јелисаветом рођеној Мушкатировић. Трећа Стојковићева књига била је 1801. године посвећена пријатељу - купцу, обитатељу и господар тршћанском Драгутину Теодоровићу. Поучно религиозно дело тршћанског православног пароха при цркви Св. Спиридона, јеромонаха Вићентија (из сремског манастира Фенека) помогли су новчано Тршћани, од којих је један био тек рођен. Аутор се захвалио за помоћ групи коју су чинили младићи - Филип Цветковић, Јован Стефанов Ризнић, Марко Јованов Николић, Александар Флоријев Јовановић, Димитриј Никин Николић и "беба" Петар Георгијев Теодоровић. Дело калуђера тршћанског пароха Викентија Ракића "Лествицу", помогло је 1805. године 30 најбогатијих Срба тршћанских, на челу са Јованом Куртовићем и браћом Ризнић. Књигу са биографијама славних људи, узели су 1807. године Срби Тршћани: купци Јован Цветковић и Димитрије Атанасијевић. Два тршћанска трговца набавили су српску педагошку књигу 1812. године: Драго Теодоровић и Јован Цветковић - шест примерака. Две године касније 1814. исти Драго заједно са Стефаном Јурковићем трговцем узима вредно античко дело које је "посрбио" учени Србин Живковић. Купци српске књиге у Трсту 1831. године, поред капелана и учитеља, су још били доктор медицине Димитрије Фрушић лекар Грађанске болнице тамошње, седам трговаца и четири поморска капетана. Чланови Матице српске у Пешти, постали су до 1840. године Срби Тршћани, Михаил Вучетић великокупац, те трговци Димитрије Теодоровић и Јован Цветковић. Поменути су приложили у матичину касу, као редовни чланови члански улог од 40 ф. Тршћански парох Никола Вујиновић је 1843. године објавио своју књигу "за славено-србску младеж" у Карловцу. Његошеву књигу издао је 1851. године Андрија Стојковић трговац у Трсту. Рашићеву књигу објављену у Бечу 1852. године купили су Тршћани: Димитрије Владисављевић наставник младежи (три примерка), протођакон Григорије Анђелић наставник младежи (три), браћа Гопшевићи великокупци (пет) и Библиотека "Славнога обшћества Тршћанског" - 10 егземплара. Шпиро Гопчевић трговац (1854): његова трговачка кућа је банкротирала, због дугова који прелазе три милиона форинти. Српско-далматински магазин је имао своју читалачку публику 1856. године и у Трсту. Пријавило се за свој примерак код скупљача претплате Теофана Поповића ђакона и учитеља, њих 10 грађана. Андрија Сировић родом из Боке, издао је у Трсту 1877. године историјску приповетку на италијанском језику "Мученици српски". Када су српске кнежевине Црна Гора и Србија објавиле рат турској царевини, Тоде Јаничић из Трста је поклонио 1000 златних наполеона влади у Београду и 1000 на Цетињу, за ратне потребе. Није хтео да му се објави име, али је Лазар Томановић то ипак учинио као добар пример родољубља. 
У Трсту је 1861-1862. године "Славенска народна читаоница" претплатник српског часописа "Даница" из Новог Сада. Читаоница се бави и издаваштвом (1866). Најбоља школа српска у целој Аустрији је 1858. године тршћанска, захваљујући тамошњем учитељу Димитрију Владисављевићу. Владисављевић је умро јануара 1858. године, у 70. години живота. Радио је као тршћански српски учитељ 44 године. Превео је (и објавио му је Вук Караџић 1864. године у Бечу) једну педагошку књигу: "Приправа за историју свега свијета ради деце", од Шлецера. Остао му је рукопис дела - Граматика српско-италијанског језика. Димитрије Теодоровић грађанин у Трсту, платио је 1864. године да се у Пероју, црквени торањ сагради и звоно тешко три и по цента постави у њега. Списатељ из Трста, Јован Весел почасни је члан Друштва српске словесности у Београду 1865. године. Петар Узелац трговац у Трсту, продавао је "бојадисану" фотографију, снимак Ђорђа Мандровића са веридбе кнеза Милана Обреновића и Наталије плем. Кечко у Бечу, 1875. године.

## Становништво
Према процени, у граду је 2010. живело 205.535 становника.
| 1931.   | 1936.   | 1951.   | 1961.   | 1971.   | 1981.   | 1991.   | 2001.   | 2011.   |
| ------- | ------- | ------- | ------- | ------- | ------- | ------- | ------- | ------- |
| 250.170 | 248.307 | 272.522 | 272.723 | 271.879 | 252.369 | 231.100 | 211.184 | 202.123 |

2008. године. Трст је имао нешто преко 200.000 становника, готово исто као на почетку 20. века, а за 50.000 мање него пре пола века. Опште опадање становништва током протеклих деценија одражава се и на градско становништво које је изузетно старо - просечан Тршћанин има 46 година. Природни прираштај у граду је свега 7,6 ‰, најмање од свих значајнијих италијанских градова.
Град данас има знатно мању националну шароликост наспрам стања од пре једног века. 94% становника су грађани Италије. Међу њима постоји и значајан број припадника словеначке националне мањине, који управо у Трсту имају своје културно средиште. Осталих 6% су досељеници из свих крајева света, али највише са Балкана.
У граду се говори италијански језик, мада се традиционално користи веома посебна венецијанска варијанта. Словеначки језик има статус мањинског језика.

## Градска привреда
Трст је највише познат као важна лука. Посебно је важан за привреду Аустрије. Градска лука заузима већи део града. Последњих деценија уложено је много у њено оживљавање (изградња нафтног терминала).
Трст је током раздобља „друге Југославије“ био важно „шопинг одредиште“ Југословена. Овде се деценијама набављала јефтина западна роба. Међутим, ратовима на југословенским просторима, али и либерализација тржишта последњих година готово је уништила овај вид градске привреде.

## Градске знаменитости
Трст је сачувао старо градско језгро из 18. и 19. века. Оно је по свом „северњачком“ изгледу и правилној уличној мрежи потпуно другачије од других језгара италијанских градова, јер је утицај „хабзбуршке архитектуре“ био знатан. Тако Трст више подсећа на Беч него на оближње Венецију или Верону. Град има већи број тргова са много цркава, палата, здања, споменика. Због стешњености тршћанске зграде, чак и оне старе пар деценија, имају знатну спратност.
За српску културу потребно је истаћи Српску православну цркву Св. Спиридона на главном градском тргу Ponte Rosso. Ова црква је једна од највећих у српству, а говори о некадашњем богатству невелике српске заједнице у Трсту. Црква Св. Спиридона била је и угледна грађевина за Храм св. Саве на Врачару.

## Партнерски градови
- Бејрут
- Дуала
- Грац
- Сантос
- Саутхемптон
- Авр
- Венеција
- Љубљана
- Милано
- Росток

## Галерија
- Трг уједињења Италије
- Трст
- Видик над градом
- Дворац Мирамаре
- Градска берза
- Српска православна црква Св. Спиридона
- Градска катедрала Сан Ђусто
- Грчка православна Црква Св. Николе
- Лутеранска црква
- Трг Понте Росо касних 80-их, када се ту налазила трговачка четврт најпривлачнија југословенским туристима